# Lampsilis ovata
Lampsilis ovata é uma espécie de bivalve da família Unionidae.
É endémica dos Estados Unidos.